# George Q. Cannon
George Quayle Cannon (Liverpool, Anglaterra, 11 de gener de 1827 — Monterey, Califòrnia, 21 d'abril de 1901) va ser un periodista, polític i religiós nord-americà, editor i fundador de periòdics i revistes, alguns dels quals encara existeixen avui dia. Cannon va ser un dels primers membres del Quórum dels Dotze Apòstols de l'Església de Jesucrist dels Sants dels Últims Dies, i va servir en la Primera Presidència sota quatre successius presidents de l'església: Brigham Young, John Taylor, Wilford Woodruff i Lorenzo Snow. Va ser el cap de l'estratègia política de l'Església, i va ser denominat "el Premier mormó" i "el mormó Richelieu" per la premsa.